# Les Armureries d'Isher
Les Armureries d'Isher (titre original : The Weapon Shops of Isher) est un roman de science-fiction de l’écrivain canadien A. E. van Vogt, publié pour la première fois en 1951.
Un jeune homme doté de pouvoirs surprenants décide de tenter sa chance dans la capitale d’un empire futuriste. Il apprendra à la dure les réalités de la vie urbaine alors que se déroule un conflit sans merci entre le pouvoir établi et les armuriers d’Isher.

## Présentation
Les Armureries d'Isher est un fix-up de trois nouvelles : 
- The Seesaw, publié dans Astounding Science Fiction en juillet 1941
- The Weapon Shop, publié dans Astounding Science Fiction en décembre 1942
- The Weapon Shops of Isher, publié dans Thrilling Wonder Stories en février 1949

Ce roman est considéré comme une œuvre majeure de van Vogt. Malgré son âge certain, plusieurs thèmes explorés dans le roman, tels l'immortalité et l'exploration spatiale, demeurent d'actualité. Il existe une suite à celui-ci : Les Fabricants d'armes qui fait partie du Cycle des marchands d'armes.

## Résumé
Dans un lointain futur, toutes les planètes habitées du système solaire appartiennent à l'Empire d'Isher, lequel est dirigé par l'intransigeante impératrice Innelda Isher. La seule force d'opposition à celle-ci se trouve être les armuriers d'Isher, lesquels sont invisibles et vendent des armes défensives aux citoyens ordinaires. Leur devise est : « Être armé, c'est être libre ».
L'armée de l'impératrice est parvenue à construire une machine à projeter dans le temps. Il suffit de la pointer vers un objet pour l'expédier dans le passé ou dans le futur. Pour une raison inconnue (possiblement des chercheurs pressés de produire quelque chose, comme au XXIe siècle), la machine a projeté un journaliste de l'année 1973 dans le futur. Les armuriers, grâce à leurs connaissances techniques avancées, sont parvenus à former un balancier temporel avec le corps du journaliste comme peson à un bout et la machine à l'autre bout.
Pendant ce temps, dans le charmant petit village de Glay, un admirateur de l'impératrice un peu borné, Farah Clark, est outré qu'une armurerie ait ouvert ses portes dans son village. Il entreprend différentes actions pour la faire fermer, mais en vain. Cependant, son fils Cayle voit d'un œil approbateur l'arrivée de cette armurerie. Rapidement, il fait la connaissance d'une femme nommée Lucy Rall qui travaille pour les armuriers et décide de tenter sa chance à la Cité Impériale.
Pendant son voyage, ainsi que ses premiers jours de contact avec la ville, il comprend comment cette civilisation est incroyablement pourrie de l'intérieur. Il parvient à s'en sortir pour deux raisons : il possède le don de « callisthénie », c'est-à-dire qu'il possède une chance insolente et Lucy veille sur lui sur les ordres de l'énigmatique Robert Hedrock, lequel table sur Cayle pour défaire les plans de l'impératrice Innelda.
Finalement, Cayle donnera raison à Hedrock, un homme immortel qui possède ses propres plans, car il utilisera le balancier temporel pour profiter du système financier de l'empire d'une façon inimaginable.
Parallèlement à l'intrigue principale, van Vogt décrit les expériences que vit le journaliste de l'année 1973, McAllister, ainsi que des unités d'infanterie de l'Empire. Celles-ci permettent de mieux situer l'intrigue, mais pas de façon déterminante.

## Éditions françaises
- Hachette/Gallimard, coll. Le Rayon fantastique no 86, 1961
- In Les Armureries d'Isher / Les Fabricants d'armes, OPTA, coll. Club du livre d'anticipation, 1965 no 2
- J'ai lu, coll. Science-fiction no 439, couverture de Tibor Csernus, 1972; réédité en 1977, 1981  (ISBN 2-277-12439-7), 1984  (ISBN 2-277-11439-1), 1987 et 1993 avec une couverture de Wojtek Siudmak
- In Les Portes de l'éternité, Presses de la Cité, coll. Omnibus no 1, 1990  (ISBN 2-258-03032-3)
- In Les Marchands d'armes, J'ai Lu, coll. Science-fiction no 6791, couverture de Emmanuel Gorinstein, 2003  (ISBN 2-258-03032-3)